# Cuộc vây hãm Jerusalem (1099)
Cuộc vây hãm Jerusalem diễn ra từ ngày 7 tháng 6 đến ngày 15 tháng 7 năm 1099 trong cuộc Thập tự chinh đầu tiên. Thập tự quân đã tấn công và chiếm được thành phố từ triều đình Fatimid của Ai Cập và đặt nền móng cho sử khởi đầu của vương quốc Jerusalem.

## Bối cảnh
Sau khi bao vây và công chiếm thành công thành phố Antiochia vào tháng 6 năm 1098, quân viễn chinh đã đóng lại ở khu vực trong phần còn lại của năm đó. Adhemar của Le Puy, người thừa kế Giáo hoàng đã chết và Bohemund của Taranto đã tuyên bố chiếm Antiochia cho chính mình. Baldwin của Boulogne ở lại Edessa vốn bị ông ta chiếm vào hồi đầu 1098. Có xảy ra bất đồng giữa các hoàng tử về những việc cần làm tiếp theo; Raymond của Toulouse đã cảm thấy rất thất vọng và rời khỏi Antiochia để chiếm lấy pháo đài Ma’arrat al-Numan trong Cuộc vây hãm Maarat. Đến cuối năm các hiệp sĩ và binh sĩ trẻ tuổi đã đe dọa hành quân đến Jerusalem mà không cần đến các thủ lĩnh.

## Cuộc vây hãm Jerusalem

### Đến nơi
Ngày 07 tháng 6, quân thập tự đã trông thấy thành phố Jerusalem, thành phố đã bị nhà Fatimid chiếm lại từ tay người Seljuq. Nhiều người đã khóc khi nhìn thấy thành phố mà họ đã phải trải qua một cuộc hành trình rất dài để đến được.
Cũng như ở Antiochia, khi quân viễn chinh tiến tới Jerusalem họ cũng tiến hành một cuộc bao vây mà có lẽ cuộc bao vây này lại làm hại chính bản thân họ nhiều hơn so với các cư dân trong thành vì do lương thực và nước uống xung quanh thành không đủ để cung ứng cho cả đội quân. Thành phố đã được chuẩn bị tốt để phòng một cuộc bao vây và thống đốc Fatimid Iftikhar ad-Daula đã cho trục xuất hầu hết các Kitô hữu ra khỏi nơi đây. Trong số khoảng ước tính 5.000 hiệp sĩ đã tham gia vào cuộc Thập tự chinh của các ông Hoàng, chỉ còn có khoảng 1.500 người cùng với 12.000 binh sĩ khỏe mạnh người vẫn đứng vững, (trong số có lẽ có đến 30,000 người). Godfrey, Robert của Flanders và Robert của Normandie (những người đã rời bỏ Raymond để đi theo với Godfrey) bao vây các bức tường phía bắc tới tận tháp David. Trong khi Raymond lập trại của ông ở phía tây, từ tháp David đến tận núi Zion. Một cuộc tấn công trực tiếp vào tường thành ngày 13 tháng 6 đã thất bại. Nếu không có nước và lương thực thì cả người và ngựa sẽ nhanh chóng chết vì khát và đói và quân viễn chinh biết rằng thời gian đã không đứng về phía họ. Thật trùng hợp, ngay sau khi nổ ra cuộc tấn công đầu tiên, 2 chiếc tàu Galley của người Genova đã đi vào cảng Jaffa và quân viễn chinh đã được cung ứng lương thực để duy trì chính bản thân trong khoảng một thời gian ngắn. Quân viễn chinh cũng bắt đầu thu thập gỗ từ Samaria để chế tạo một cỗ máy công thành. Tuy nhiên, họ vẫn còn thiếu lương thực và không có đủ nước uống. Đến cuối tháng 6 thì lại xuất hiện một tin đồn rằng có một đội quân Fatimid tiếp viện đang đến từ bắc Ai Cập.

### Cuộc diễu hành chân trần
Đối mặt với một nhiệm vụ tưởng như không thể, sĩ khí của họ đã được nâng lên khi một linh mục tên là Peter Desiderius đã tuyên bố rằng ông ta đã có một giấc mơ có tính cách tiên đoán, theo ông ta kể thì hồn ma của Adhemar, người đã chết vì bệnh sốt rét ở Antioch, hướng dẫn họ nhịn đói trong ba ngày và sau đó họ phải tuần hành trong một đám rước bằng chân trần vòng quanh thành, sau đó thành phố sẽ sụp đổ trong chín ngày, giống như những gì Giô-suê làm tại cuộc bao vây Jericho trong Kinh Thánh. Mặc dù họ đang chết đói, họ phải nhịn ăn nhưng vào ngày 08 tháng 7 họ đã thực hiện đám rước, với hàng giáo sĩ thổi kèn và hát các bài Thánh Vịnh trước sự chế giễu của tất cả quân phòng thủ Jerusalem. Đám rước dừng lại ở núi Olives và các bài giảng được đọc bởi Peter Hermit, Arnulf của Chocques và Raymond của Aguilers.

### Cuộc tấn công cuối cùng
Trong suốt cuộc bao vây, rất nhiều cuộc tấn công đã được tiến hành vào tường thành, nhưng tất cả đều bị đẩy lui. Một toán quân người Genova được dẫn đầu bởi chỉ huy Guglielmo Embriaco, ông trước đó đã cho phá dỡ những con tàu mà họ dùng để đến được vùng Đất Thánh; Embriaco sử dụng gỗ của con tàu để đóng một số tháp công thành. Chúng được được kéo đi bằng bánh xe để tiến lại gần đến các bức tường vào đêm 14 tháng 7 trong sự ngạc nhiên và ngỡ ngàng của các binh lính đồn trú. Sáng ngày 15 tháng 7, chiếc tháp công thành của Godfrey đã đến được bức tường gần cổng góc đông bắc và theo cuốn Gesta Francorum thì hai hiệp sĩ người Flamer đến từ Tournai tên Lethalde và Engelbert là những người đầu tiên vượt qua tường thành để tiến vào thành phố, tiếp theo là Godfrey và em trai của ông là Eustace, Tancred và rồi binh lính. Đầu tiên chiếc tháp công thành của Raymond bị chặn lại bởi một chiếc hào có nước, nhưng khi những lính Thập tự chinh khác đột nhập được vào thành phố, binh lính Hồi giáo bảo vệ cổng thành đã vứt giáo đầu hàng Raymond.

## Thảm sát
Sau khi quân Thập tự chinh đã vượt các bức tường bên ngoài và đã đột nhập vào thành phố, hầu như tất cả dân của thành phố -không phân biệt là người Hồi giáo và người Do Thái, đã bị giết trong buổi chiều, buổi tối và sáng hôm sau.

### Người Hồi giáo
Nhiều người Hồi giáo nói nói chung là đã tìm nơi trú ẩn trong nhà thờ Hồi giáo Al-Aqsa, Mái Vòm Đá và khu vực Núi Đền. Theo cuốn Gesta Francorum, "…[quân ta] đã giết và tàn sát ngay cả đến tận đền thờ Solomon, nơi mà cuộc tàn sát diễn ra một cách điên cuồng nhất, thập tự quân lội trong những vũng máu lên đến mắt cá chân của họ …" Theo hồi ký của Raymond của Aguilers, loại bằng văn bản duy nhất ở khu vực núi Đền, "trong đền thờ và hiên nhà của đền thờ Solomon quân thập tự chinh người đầy máu me lên đến đầu gối và dây cương ngựa." Tuy nhiên, hình ảnh này không nên dùng theo nghĩa đen, vì nó được lấy trực tiếp từ Khải huyền 14:20 trong Kinh Thánh. Đoạn viết về khu vực núi Đền của Fulcher xứ Chartres, người không phải là nhân chứng của cuộc bao vây Jerusalem vì ông đã ở lại với Baldwin tại Edessa lúc đó, có nói rằng: "trong ngôi đền này đã có 10.000 người bị giết hại. Thực vậy, nếu bạn đã ở đó bạn sẽ nhìn thấy từ bàn chân cho đến mắt cá chân của chúng tôi toàn là máu của người bị hại. Không một ai trong số họ còn sống sót, phụ nữ và trẻ em cũng không được tha."
Các nhân chứng trong cuốn Gesta Francorum nói rằng một số người đã được tha chết. Tác giả ẩn danh của nó đã viết, "Khi những người ngoại đạo đã bị chế phục, quân ta đã cho giữ một số lượng lớn, cả nam và nữ, giết hoặc giam giữ tùy ý." Sau đó cùng một nguồn viết rằng, "[thủ lĩnh của chúng tôi] cũng ra lệnh cho tất cả những người Saracen đã chết phải bị vứt ra bên ngoài vì mùi hôi thối rất kinh khủng kể từ lúc toàn thành phố ngập đầy xác chết của họ và do đó chúng tôi kéo những người Saracen hoặc sống hoặc chết ra khỏi cửa nhà và sắp chúng thành đống. Từ đó không ai nhìn thấy hoặc tiếp tục nghe nói về việc tàn sát người ngoại giáo, cho đến khi việc chôn cất được tiến hành cho những đống xác chết được chất cao như kim tự tháp và không ai biết số lượng của họ (xác chết) ngoại trừ chỉ một mình Thiên Chúa. Nhưng Raymond đã gây chuyện với các Tiểu vương và những người khác, toàn bộ những người chưa bị thương đã đi cùng ông ta để đến Ascalon."
Một nhân chứng khác là Raymond của Aguilers, viết rằng vẫn có một số người Hồi giáo sống sót. Sau khi tường thuật lại việc tàn sát trên núi Đền, ông này cũng nói rằng một số người "đã chạy đến tị nạn ở Tháp David và yêu cầu Công tước Raymond bảo vệ và đầu hàng trước ông ta". Những người Hồi giáo này được phép rời đi cùng với viên thống đốc của triều đình Fatimid để đến Ascalon. Một phiên bản của truyền thuyết này cũng được Ibn al-Athir, sử gia Hồi giáo sau này (10, 193-95), người kể lại rằng sau khi thành phố đã bị chiếm và cướp bóc: "Một nhóm người Hồi giáo chiếm tháp David (Mihrab Dawud) và chiến đấu trong nhiều ngày, họ được tha chết để đổi lấy việc đầu hàng. Người Frank đã giữ lời của họ và nhóm này rời đi vào ban đêm để đến Ascalon." Một lá thư từ Cairo Geniza cũng đề cập rằng một số cư dân Do Thái đã rời khỏi thành phố cùng với thống đốc Fatimid.
Tancred tuyên bố chủ quyền ở Đền Thánh cho bản thân mình và hứa sẽ bảo vệ cho một số người Hồi giáo ở đó, nhưng rồi ông cũng không thể ngăn chặn được việc họ bị tàn sát bởi bàn tay của các đồng chí trong quân Thập tự chinh của mình.
Mặc dù Thập tự quân đã giết rất nhiều người Hồi giáo và người dân Do Thái, các nhân chứng (Gesta Francorum, Raymond của Aguilers và tài liệu của Cairo Geniza) đã chứng minh rằng một số người Hồi giáo và người dân Do Thái được phép sống, miễn là họ phải rời Jerusalem. Tất cả các ước tính hiện đại của các con số thực sự bị giết tại Jerusalem sau khi cuộc bao vây của quân Thập tự chinh hoàn toàn là do suy đoán; các nguồn tài liệu chính thức từ thời kỳ này chỉ đơn giản là không cho phép thực hiện một ước tính đáng tin cậy.

### Người Do Thái
Người Do Thái đã chiến đấu sát cánh với những người lính Hồi giáo để bảo vệ thành phố, và Thập tự quân phá được bức tường bên ngoài, những người Do Thái trong thành đã rút về thánh đường của họ để "chuẩn bị cho cái chết". Cuốn biên niên sử của Ibn al-Qalanisi công bố rằng, người Do Thái đã tìm nơi trú ẩn trong thánh đường của họ, nhưng "người Frank (người Tây Âu) đã đốt cháy nó (thánh đường) ngay trên đầu của họ" và giết chết tất cả mọi người bên trong.  Một tài liệu cáo buộc rằng Thập tự quân đứng vòng quanh tòa nhà cháy và hát "Chúa Kitô, chúng tôi tôn thờ Ngài! Ngài là ánh sáng của chúng tôi, lãnh tụ của chúng tôi, tình yêu của chúng tôi". Không có câu hỏi nào cho thấy có một vụ thảm sát người Do Thái tại Jerusalem. Bức thư đương đại từ Cairo Geniza yêu cầu sự trợ giúp cho những người Do Thái chạy thoát khỏi Jerusalem vào thời điểm các cuộc vây hãm có liên quan đến các vụ tàn sát của Thập tự quân lúc này. Tuy nhiên, bức thư này cũng cho thấy đã rõ ràng rằng có một số nạn nhân Do Thái sống sót.

## Hậu quả
Sau vụ thảm sát, Godfrey của Bouillon đã nhận danh hiệu Advocatus Sancti Sepulchri ("Người bảo vệ Nhà thờ Mộ Thánh") vào ngày 22, từ chối để được chọn làm vua của thành phố nơi mà Chúa Kitô đã chết, ông nói rằng ông từ chối đeo một chiếc vương miện bằng vàng ở thành phố, nơi mà Chúa Kitô đã phải đeo một vòng gai. Raymond cũng đã từ chối bất cứ danh hiệu nào và Godfrey đã thuyết phục ông rời bỏ tháp David. Sau đó Raymond đã tiến hành một cuộc hành hương và trong lúc ông vắng mặt, Arnulf Chocques, người mà Raymond đã phản đối vì ông này đã hỗ trợ cho Peter Bartholomew, được bầu là Thượng phụ Latin đầu tiên vào ngày 1 (các khiếu nại của Thượng phụ Hy Lạp bị bỏ qua). Vào ngày 05 tháng 8, Arnulf sau khi lấy ý kiến của người dân còn sống sót trong thành phố, đã phát hiện ra di tích Cây thánh giá linh thiêng.
Ngày 12 tháng 8, Godfrey đã dẫn đầu một đội quân với Cây thánh giá linh thiêng được mang theo trong đội quân tiên phong để chống lại quân đội của Triều đình Fatimid ở Trận Ascalon vào ngày 12. Các quân viễn chinh đã thành công, nhưng sau chiến thắng này phần lớn trong số họ coi cuộc thập tự chinh đã hoàn tất và không phải tất cả nhưng một vài trăm hiệp sĩ đã trở về nhà. Tuy nhiên, chiến thắng của họ đã mở đường cho việc thành lập Vương quốc Jerusalem.